# Inez van Dullemen
Inez van Dullemen (Amsterdam, 13 november 1925 – Den Haag, 24 november 2021) was een Nederlandse schrijfster van romans.

## Levensloop
Van Dullemen groeide op in haar geboortestad Amsterdam. Haar vader, Nout van Dullemen, was procureur-generaal en haar moeder, Jo de Wit, was schrijfster. Van Dullemen vertrok na de Tweede Wereldoorlog als au pair naar Engeland, alwaar ze in Essex bij een minnares van de Engelse schrijver D.H. Lawrence terechtkwam. Hier werd ze zich bewust van haar schrijverschap.
Dullemen debuteerde in 1949 met Ontmoeting met de andere. In haar werk staat de ontmoeting met de andere mens centraal, zowel cultureel als sociaal. Met de novelle Het wiel verdiende Dullemen in 1950 een reisbeurs en bleef vervolgens een jaar lang in Spanje en Parijs. In Parijs ontmoette Dullemen regisseur Erik Vos, met wie ze in 1954 trouwde.
In 1961 ontving zij de Multatuliprijs voor De oude man; in 1967 de ANWB-prijs voor Op zoek naar de olifant.
In 1965 vertrok Dullemen met haar gezin twee jaar naar de Verenigde Staten. Hiervandaan stuurde Dullemen brieven naar de Volkskrant over de Amerikaanse samenleving. Haar werk werd soberder en beter gedocumenteerd, wat een grotere authenticiteit tot gevolg had. In 1976 werd het boek Vroeger is dood over de neergang en dood van haar ouders uitgebracht. Met dit werk brak Van Dullemen door bij een breder publiek en het boek kreeg de Jan Campert-prijs. In 1987 kwam onder de regie van Ine Schenkkan de film Vroeger is dood uit, gebaseerd op dat boek.
In de jaren tachtig maakte Dullemen meer reizen, waarover ze verscheidene boeken schreef. Ook schreef ze meer boeken over historische figuren in verre landen. Zo kwam Het land van rood en zwart uit, dat ging over het leven van Gertrude Blom, iemand die in de jaren zeventig streed voor behoud van regenwouden. Dit werk werd in 1996 bekroond met de Henriette Roland Holst-prijs. Een ander voorbeeld is Maria Sibylla, een ongebruikelijke passie, een boek over het leven van Anna Maria Sibylla Merian, dat in 2001 uitkwam.
Ze overleed op 96-jarige leeftijd.

## Schrijfstijl
Van Dullemen meent zelf dat vrouwen zintuiglijker en emotioneler schrijven dan mannen. Haar eigen stijl onderging een wending toen ze in de jaren zestig reisreportages voor de krant ging schrijven en zich daarvoor een journalistieke stijl eigen moest maken: voor die tijd schreef ze bloemrijk en lyrisch, daarna veel geserreerder en preciezer.
Uit het werk spreekt een eigen toon die zich, in de woorden van publicist Daan Cartens, kenmerkt door 'een licht emotioneel timbre' die waarborgt dat het werk persoonlijk en geen sporen van epigonisme vertoont. De auteur valt ook niet in een bepaalde stroming onder te brengen.